# 서오릉관리소
서오릉관리소(西五陵管理所)는 사적 제198호로 지정된 서오릉, 사적 제200호로 지정된 서삼릉, 사적 제210호로 지정된 온릉을 보호·관리하기 위해 설립된 대한민국 문화재청 소속기관으로 서오릉관리소장(6급)은 행정주사ㆍ임업주사 또는 시설주사로 보한다. 경기도 고양시 덕양구 서오릉로 334-92에 위치하고 있다. 세계유산의 효율적인 관리를 위해 2012년 9월 12일 조선왕릉관리소 서부지구관리소로 개편되면서 폐지되었다.

## 주요 업무
- 사적 제198호(서오릉), 제200호(서삼릉), 제210호(온릉) 문화재 보호
- 문화재 시설물 관리수목, 산림의 보호·관리관람에 관한 사항
- 국유재산 관리공익근무요원 관리세입·세출 등 일반행정 사항
- 기타 관리소와 그 출장소의 운영에 필요한 사항

## 소속 기관
- 서삼릉출장소
- 온릉출장소

## 같이 보기
- 서오릉